# Gerhard Stickel
Gerhard Stickel (* 9. Mai 1937 in Bochum) ist ein deutscher Sprachwissenschaftler. Er war bis 2002 Direktor des Leibniz-Instituts für Deutsche Sprache. Stickel ist Mitbegründer und war Präsident der Europäischen Föderation nationaler Sprachinstitutionen (European Federation of National Institutions of Language, EFNIL).

## Leben
Stickel studierte Germanistik, Anglistik, Allgemeine Sprachwissenschaft und Philosophie an der Albert-Ludwigs-Universität Freiburg, der Rheinischen Friedrich-Wilhelms-Universität Bonn und der Wesleyan University in Connecticut, USA. Im Herbst 1963 schloss er mit dem Staatsexamen in Deutsch und Englisch an der Universität Freiburg ab. Nach seinem Studium arbeitete er 1964 als Wissenschaftlicher Mitarbeiter am Deutschen Rechenzentrum in Darmstadt, wo er ab 1965 Leiter der Fachgruppe Linguistik war. Von 1966 bis 1970 war Stickel als Assistent am Seminar für Allgemeine und Indogermanische Sprachwissenschaft der Universität Kiel tätig. Dort schloss er 1969/70 seine Promotion mit der Dissertation Untersuchungen zur Negation im heutigen Deutsch in Allgemeiner Sprachwissenschaft, Germanistik und Anglistik mit Summa cum laude ab. Anschließend arbeitete Stickel bis 1973 als DAAD-Lektor an der Literatur-Fakultät der Kyushu-Universität in Fukuoka, Japan. Zurück in Deutschland arbeitete er als Wissenschaftlicher Mitarbeiter am Leibniz-Institut für Deutsche Sprache in Mannheim, wo er ein Jahr später Leiter der Abteilung Kontrastive Linguistik wurde.
Im März 1976 wurde Stickel zum Direktor des Leibniz-Instituts für deutsche Sprache ernannt. Daneben lehrte er an der Universität Mannheim, wo er 1986 zum Honorarprofessor wurde. Von 1993 bis 2001 war Mitglied des Beirats Germanistik des DAAD, von 1993 bis 2003 Mitglied des Forschungsrats der Universität Mannheim, von 1994 bis 2002 Mitglied des Präsidiums der Leibniz-Gemeinschaft (WGL) und von 2001 bis 2007 Mitglied des Beirats Sprache des Goethe-Instituts.
Im Oktober 2001 erhielt Stickel das Bundesverdienstkreuz am Bande und wurde 2004 in Paris zum Chevalier de l’ordre des arts et des lettres ernannt. Von 2003 bis 2018 war er Mitglied des Deutschen Sprachrats. 2017 wurde er von der Universität Riga zum Doctor honoris causa ernannt.
Stickel gründete 2003 in Stockholm zusammen mit Vertretern zentraler Sprachinstitutionen anderer Staaten der EU die Europäische Föderation nationaler Sprachinstitutionen (EFNIL) und war hierfür bis 2018 als Präsident tätig und seitdem als Ehrenpräsident.  Für seine dortige Arbeit erhielt er 2017 das Verdienstkreuz 1. Klasse des Bundesverdienstordens.

## Auszeichnungen
- 2001: Bundesverdienstkreuz am Bande
- 2004: Chevalier de l’ordre des arts et des lettres
- 2016: Dr. h. c.
- 2017: Bundesverdienstkreuz 1. Klasse

## Veröffentlichungen (Auswahl)
- Koordination im Deutschen und Japanischen. In: Akten des VIII. Internationalen Germanisten-Kongresses, Tokyo 1990. Band 4. München 1991, S. 16–25.
- Der Sprachfeminismus geht in die falsche Richtung. In: M. Brunner, Karin M. Frank-Cyrus (Hrsg.): Die Frau in der Sprache. Gespräche zum geschlechtergerechten Sprachgebrauch. Gesellschaft für deutsche Sprache, Wiesbaden 1998, S. 73–80.
- Zur Sprachbefindlichkeit der Deutschen. Erste Ergebnisse einer Repräsentativumfrage. In: Gerhard Stickel (Hrsg.): Sprache – Sprachwissenschaft – Öffentlichkeit. Institut für deutsche Sprache – Jahrbuch 1998. Berlin / New York 1999, S. 16–44.
- Eigene und fremde Sprachen im vielsprachigen Europa. In: Konrad Ehlich, Venanz Schubert (Hrsg.): Sprachen und Sprachenpolitik in Europa. Tübingen 2002, S. 15–32.
- Deutsche und europäische sprachliche Interessen. In: Muttersprache. Jahrgang 117, 2007, S. 134–144.
- Plurilinguisme et traduction: investir dans l’avenir de l’Europe. In: Trivium. Band 15, 2013, Dossier mis en ligne le 09 décembre 2013
- Spekulationen zur Zukunft des Deutschen im europäischen Kontext. In: Sandro M. Moraldo (Hrsg.): Sprachenpolitik und Rechtssprache (= Deutsche Sprachwissenschaft international. Band 15). Frankfurt a. M./Berlin/Bern u. a. 2012, S. 11–28.
- Linguistisches Mancherlei – Kleine Schriften aus 50 Jahren. Leibniz-Institut für Deutsche Sprache, Mannheim 2019.